# French Forrest
French Forrest – amerykański oficer, komandor marynarki wojennej USA, marynarki stanu Wirginia oraz marynarki CSA.